# XL Bermuda Open 2000
L'XL Bermuda Open 2000 è stato un torneo di tennis facente parte della categoria ATP Challenger Series nell'ambito dell'ATP Challenger Series 2000. Il torneo si è giocato a Bermuda in Bermuda dal 24 al 30 aprile 2000 su campi in terra verde.

## Vincitori

### Singolare
Andrew Ilie ha battuto in finale  Michal Tabara con il punteggio di 4–6, 6–3, 6–2

### Doppio
Leander Paes /  Jan Siemerink hanno battuto in finale  Jeff Coetzee /  Brent Haygarth con il punteggio di 6–3, 6–2